# Äppleblomvivel
Äppleblomvivel (Anthonomus pomorum) är en skalbaggsart som först beskrevs av Carl von Linné 1758.  Äppleblomvivel ingår i släktet Anthonomus, och familjen vivlar. Arten är reproducerande i Sverige.
Äppleblomviveln är brun med ett gulvitt, svartkantat, snett tvärband över täckvingarna. Den har en längd av 4 millimeter. Honan borrar på våren med sin snabel hål i blomknopparna av äpplen och päron och lägger i dessa ett ägg. Larven angriper blommornas befruktningsorgan, varigenom knopparna vissnar.

## Bildgalleri

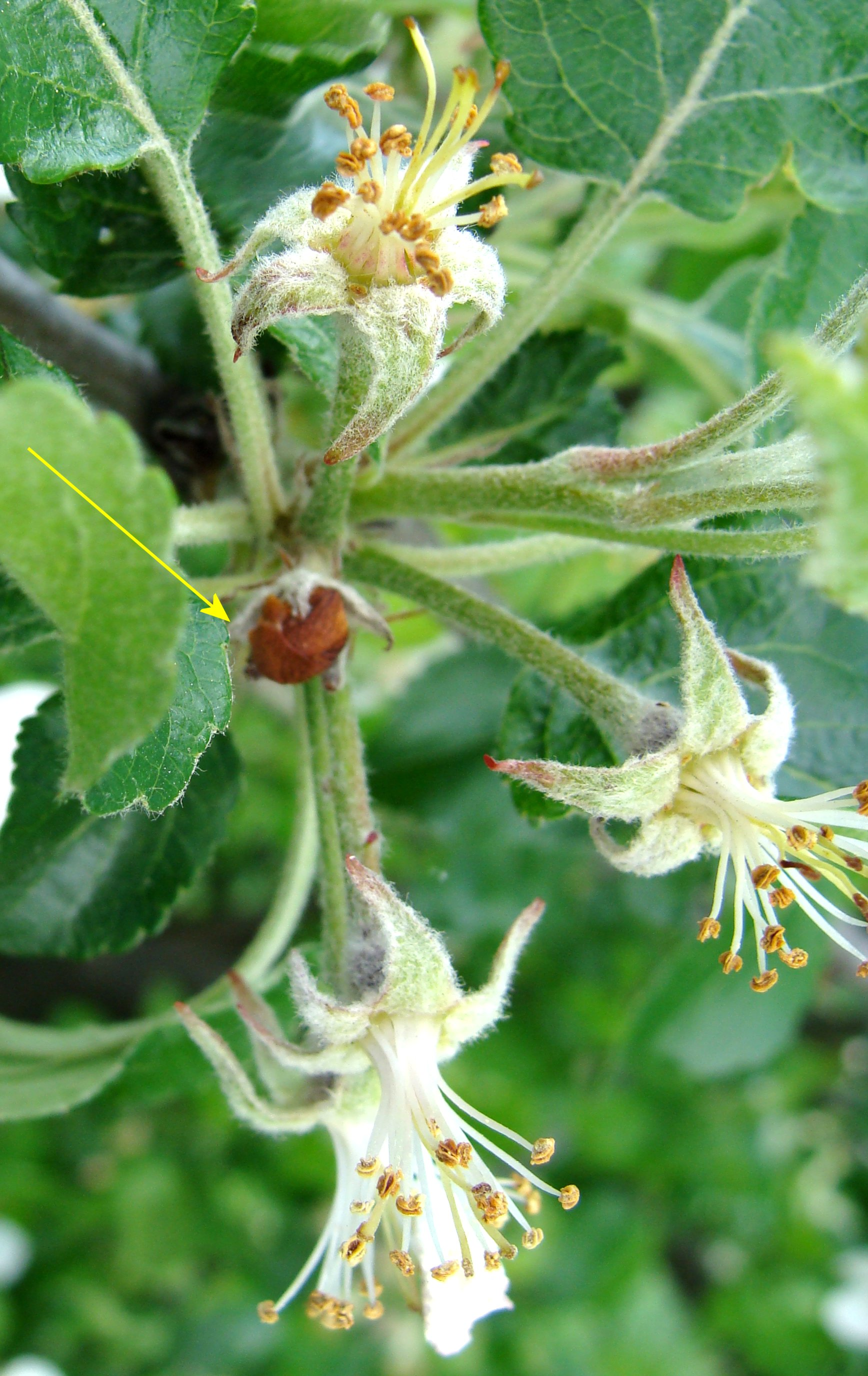
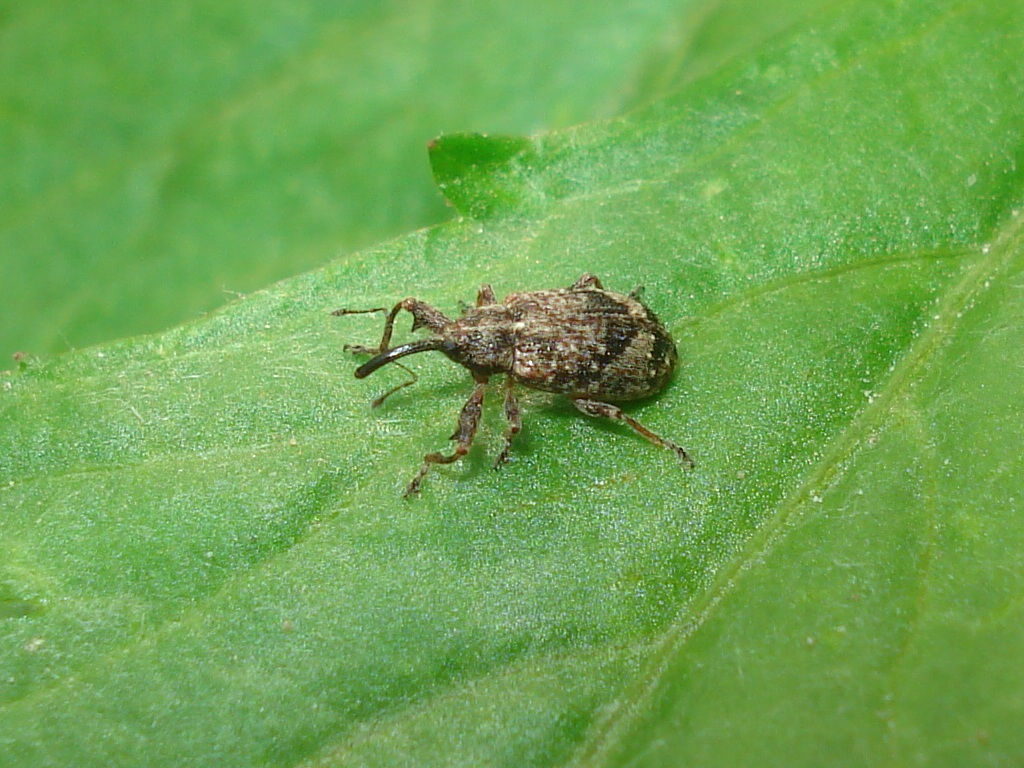
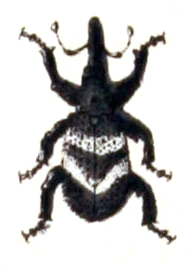
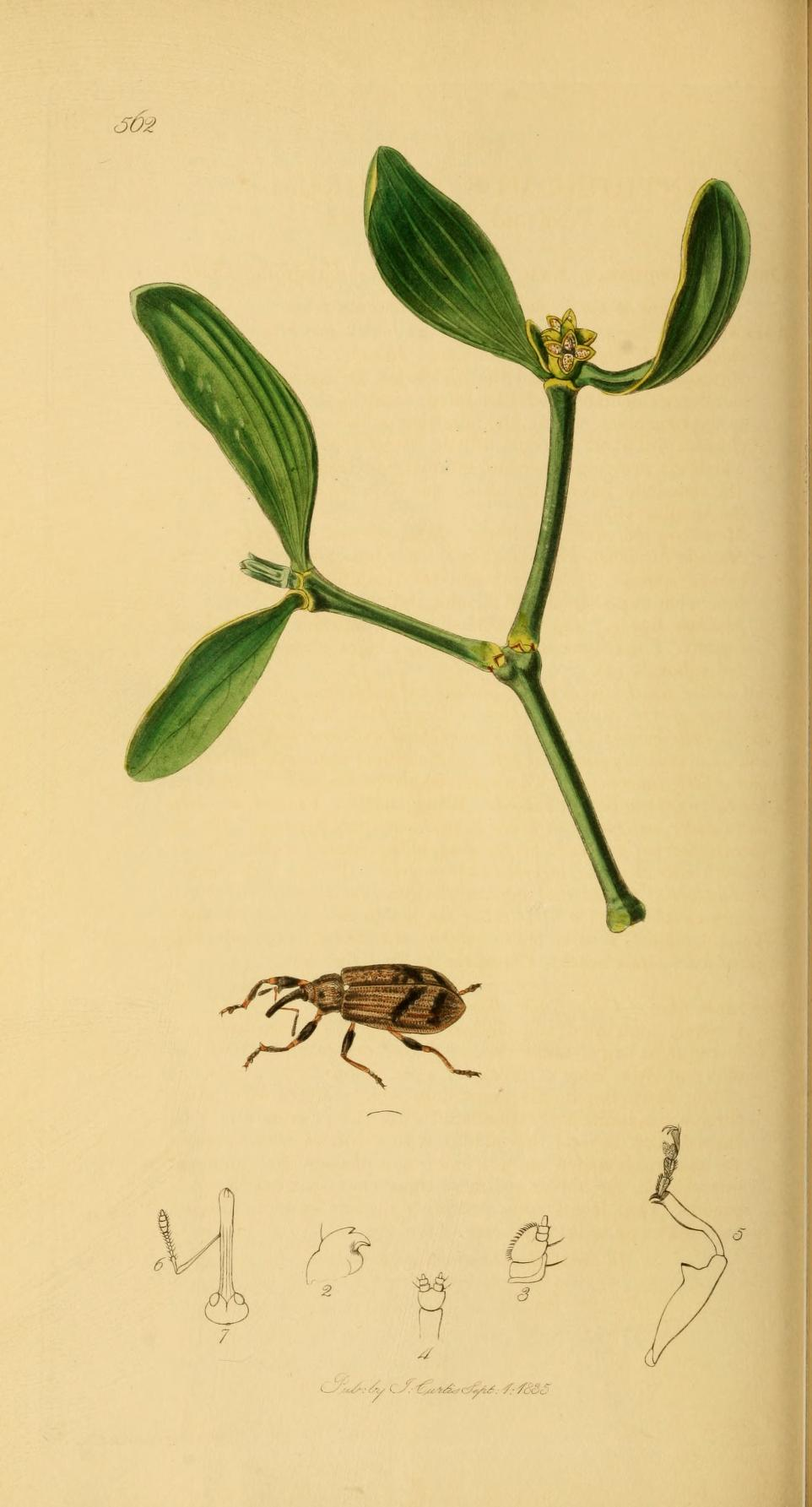